# Juan Arbeláez
Juan Mario Arbeláez Guarín (Bogotá, 18 de enero de 1988) es un chef colombiano afincado en Francia. También trabaja en la televisión francesa como presentador y columnista.

## Biografía

### Familia
Juan Arbeláez es el primogénito de su dos hermanos. Su padre es un abogado y su madre una cocinera de escuela.

### Estudios y comienzos
Juan Arbeláez es alumno del Liceo Francés de Bogotá hasta sus 13 años y consigue su bachillerato en la escuela Gimnasio Moderno en 2006. Estudia administración y gestión en la Universidad de los Andes.
Emigra a Francia a los 18 años para convertirse en cocinero y comienza su formación en la escuela parisina Cordon Bleu en 2007. Dos años más tarde, trabaja durante un año en la brigade de cuisine del chef Pierre Gagnaire en su restaurante tres estrellas como becario y ayudante de cocina. Continúa su carrera en las cocinas del Hôtel George-V con el chef Éric Briffard durante dos años. En 2011, el se une con la brigade de cuisine del Bristol Paris para descubrir la cocina de Éric Frechon.

### Carrera
En 2012, Juan Arbeláez participa al programa francés de Top Chef pero no gana. A continuación, se convierte en jefe de cocina del restaurante Acajou, en París.
En 2013, Arbeláez abre su primer restaurante Plantxa en la ciudad Boulogne-Billancourt, a proximidad de París, donde se queda tres años. Después, el hôtel Marignan, en la avenida de los Campos Elíseos, le llama para ser chef del nuevo restaurante Nube; además, se asocia con Mauricio Zillo para abrir el restaurante A Mere en París y crea un concepto de pan y vino llamado Levain en Boulogne-Billancourt.
En 2016, Juan Arbeláez participa a Taste of Paris con su restaurante Plantxa y también el año siguiente con su restaurante Nube.
Del 2015 hasta el 2016, colabora como columnista en el programa Comment ça va bien ! con el presentador Stéphane Bern, después de participar a la emisión Dans la peau d'un chef con Christophe Michalak.
También es columnista en el programa Demain je m'y mets con Géraldine Pons y Nicolas Deuil. En este programa habla sobre "cuisine forme" (cocina para deportistas), con el chef Julien Duboué. Ambos se convierten en los presentadores del programa Cuisine impossible (cocina imposible) en abril de 2019 y agosto de 2020, en el cual se proponen desafíos de cocina en distintas parte del mundo.
A partir de diciembre 2019, Valérie Damidot y él son presentadores del programa Mon plus beau Noël, donde comentan los platos de los candidatos y da consejos de cocina.
En septiembre de 2020, Juan Arbeláez es columnista para el programa de infotainment Quotidien.
A partir del 28 de septiembre del 2023, también se convierte en locutor para el programa de radio Les Grosses Têtes.

## Vida privada
A partir del 3 de diciembre de 2015, Juan Arbeláez está en pareja con la modelo y presentadora Laury Thilleman, con quien se casa en el 21 de diciembre de 2019 en Brest. Se separan el 17 de mayo de 2022.

## Libros
- Vacher, Audrey; Méjanès, Stéphane; Bahic, Stéphane (2014). Plateaux-télé en séries: 15 séries cultes, 15 grands chefs. Contrepoint. ISBN 978-2-37063-020-9.
- Arbelaez, Juan; Savary, Guillaume (2023). Recuerdame: carnet de cuisine de Colombie. First éditions. ISBN 978-2-412-08558-5.